# Баунд-Брук
Баунд-Брук, Бавнд Брук (англ. Bound Brook) — боро (англ. borough) в США, в окрузі Сомерсет штату Нью-Джерсі. Існує ще від 1869. Населення — 11 988 осіб (2020).
Поселення заснували 1861 року біля потока Баунд-Бруку; зараз площа нинішнього містечка становить 4,4 км². Неподалік Баунд-Брука відбувалися бої за часів Американської Революції, один з яких — (англ. Battle of Bound Brook) 13 квітня 1777 — закінчився розігнанням полків Континентальної армії після її сутички з британськими військами.
Для українців Західної діаспори Баунд-Брук має особливе значення: духовний центр українського православ'я в Америці розташований у містечку Саут-Баунд-Брук. Зазвичай північноамериканці українського походження трактують назви міст Баунд-Брук і Савт-Баунд-Брук як синоніми, дарма що згаданий церковно-меморіальний комплекс і український цвинтар розташовані в останньому.

## Географія
Баунд-Брук розташований за координатами 40°34′4″ пн. ш. 74°32′14″ зх. д. / 40.56778° пн. ш. 74.53722° зх. д. (40.567749, -74.537250). За даними Бюро перепису населення США в 2010 році місто мало площу 4,39 км², з яких 4,30 км² — суходіл та 0,09 км² — водойми.

## Демографія
Згідно з переписом 2010 року, у селищі мешкали 10 402 особи в 3586 домогосподарствах у складі 2435 родин. Було 3816 помешкань
Расовий склад населення:
| - 69,7 % — білих - 5,7 % — чорних або афроамериканців - 2,6 % — азіатів - 0,5 % — корінних американців - 17,5 % — осіб інших рас |

До двох чи більше рас належало 3,9 %. Частка іспаномовних становила 48,7 % від усіх жителів.
За віковим діапазоном населення розподілялося таким чином: 22,6 % — особи молодші 18 років, 67,3 % — особи у віці 18—64 років, 10,1 % — особи у віці 65 років та старші. Медіана віку мешканця становила 35,1 року. На 100 осіб жіночої статі у селищі припадало 109,7 чоловіків; на 100 жінок у віці від 18 років та старших — 108,4 чоловіків також старших 18 років.
Середній дохід на одне домашнє господарство становив 84 276 доларів США (медіана — 62 263), а середній дохід на одну сім'ю — 90 112 долари (медіана — 64 223). Медіана доходів становила 42 263 долари для чоловіків та 36 784 долари для жінок. За межею бідності перебувало 10,2 % осіб, у тому числі 18,0 % дітей у віці до 18 років та 9,3 % осіб у віці 65 років та старших.
Цивільне працевлаштоване населення становило 5874 особи. Основні галузі зайнятості: освіта, охорона здоров'я та соціальна допомога — 15,5 %, науковці, спеціалісти, менеджери — 14,9 %, роздрібна торгівля — 12,7 %, виробництво — 10,5 %.

## Відомі люди
- Джеффрі К'єза (нар. 1965) — американський юрист і політик. Народився у Баунд-Бруку.
- Петро Григоренко — радянський генерал-майор, українець, правозахисник. Помер у Нью-Йорку, похований на українському цвинтарі у Саут-Баунд-Бруці.